# Agromyza catherinae
Agromyza catherinae är en tvåvingeart som beskrevs av Spencer 1959. Agromyza catherinae ingår i släktet Agromyza och familjen minerarflugor. Inga underarter finns listade i Catalogue of Life.